# Charles-Jean-Joseph-Louis Decazes
Pour les articles homonymes, voir Decazes.
Charles-Jean-Joseph-Louis, baron Decazes (28 août 1825, Albi - 13 janvier 1897), est un militaire et homme politique français.

## Biographie
Fils de Joseph-Léonard Decazes, il servit dans l'armée comme officier d'infanterie.
Rentré dans la vie civile, il s'occupa d'agriculture, fut nommé membre du conseil général du Tarn pour le canton de Monestiés, et se présenta plusieurs fois sans succès aux élections du Corps législatif.
Au lendemain du 4 septembre, le baron Decazes fut élu, le 8 février 1871, représentant à l'Assemblée nationale, comme conservateur-monarchiste. Nommé représentant du Tarn, il siégea sur les bancs de la droite et s'inscrivit au centre droit et à la réunion des Réservoirs.
Le baron Decazes fut le candidat officiel du gouvernement du Seize-Mai aux élections du 14 octobre 1877, dans l'arrondissement de Gaillac, mais échoua.

## Pour approfondir